# 1668
Cette page concerne l'année 1668  du calendrier grégorien.
L'année 1668 est une année bissextile qui commence un dimanche.

## Événements
- 13 février, Inde : François Caron aborde à Surate où il fonde un comptoir français, suivi par la création d'un poste à Masulipatam[1].
- 9 mars : deuxième traité de paix entre Shivaji et Aurangzeb[2].
- 27 mars :
  - le corsaire Henry Morgan met à sac Puerto de Príncipe (Cuba)[3].
  - Inde : Bombay acquise par la couronne d’Angleterre en 1661, est donnée en location à la Compagnie anglaise des Indes orientales[4].
- 25 avril : les Hollandais reprennent possession du Suriname[3].
- 3 juin : départ de Gravesend de l'expédition de Médard Chouart des Groseilliers. Le 29 septembre, la future Compagnie de la Baie d'Hudson édifie Charles Fort, sur la Baie James, à l’embouchure de la Rivière Rupert[5].
- 16 juin[6] : une colonie espagnole s'installe à Guam. Les Chamorro sont décimés par les maladies et les exactions des colons.
- 24 juin, Maroc : prise de la Zaouïa de Dila par le sultan de Fès Mulay Rachid, après sa victoire sur l’armée des marabouts de Dila à Baten-er-Roummane[7].
- 10 juillet : Henry Morgan met à sac Portobelo (Panama)[3].
- 25 juillet : un violent séisme de magnitude 8,5 frappe la province du Shandong provoquant environ de 43 000-50 000 morts.
- 31 juillet : Mulay Rachid prend Marrakech[8].
- 17 août : un violent séisme de magnitude 8,0 frappe l'Anatolie du Nord provoquant environ de 8 000 morts.
- Septembre : Claude de Bouteroue d'Aubigny devient intendant de la Nouvelle-France jusqu’en 1670, année où Talon est réaffecté. Jean Talon, qui a demandé d’être relevé de ses fonctions d’intendant au début de l’année, rentre en France le 10 novembre[9].
- Prise du port de Bassorah sur les Perses par les Ottomans[10].
- Répression d'une révolte du Chérif de La Mecque contre le pouvoir ottoman[11].
- Publication du livre I des fables de Lafontaine

### Europe
- 19 janvier : traité secret de Vienne entre l’ambassadeur de France Grémonille et Léopold Ier pour la succession d'Espagne[12].
- 23 janvier : triple alliance de La Haye entre l'Angleterre, les Provinces-Unies et la Suède contre la France[13].
- 28 janvier : inauguration de l'Université de Lund.
- 1er février : Condé envahit la Franche-Comté[14], conquise le 19[12].
- 7 février : Condé prend Besançon[14].
- 13 février :
  - Dole se rend[15].
  - par le traité de Lisbonne, l'Espagne reconnaît l'indépendance du Portugal. Les deux pays se restituent les possessions qui avaient changé de domination au cours du conflit, sauf Ceuta, qui restera espagnole[16]. La papauté reconnaît les rois du Portugal.
- 8 mars-15 juin : ambassade russe à Madrid (Espagne)[17].

2 mai : Les acquisition de la France au traité d’Aix-la-Chapelle.

- 2 mai : paix d’Aix-la-Chapelle. Fin des guerres de Dévolution, l'Espagne perd la Flandre méridionale, Lille et quelques enclaves au nord (Oudenaarde, Ath, Binche, Charleroi) au profit de la France. La France se retire de Franche-Comté[13]. Don Juan d'Autriche se réfugie à Barcelone.
- 8 juin : le siège métropolitain de Ungrovalachie est transféré de Târgoviște à Bucarest[18].
- 23 juin : le tsar Alexis Ier envoie la troupe contre les moines rebelles de Solovki ; après l'échec des négociations, le siège dure jusqu'en 1676[19].
- 31 août-26 septembre : séjour de l'ambassade russe à Paris ; elle est reçue par le roi à trois reprises à Saint-Germain[17]. Pyotr Potemkin (en) rencontre Hugues de Lionne et Colbert. Ils négocient pour une liberté de commerce réciproque[20].
- 16 septembre : abdication du roi de Pologne Jean II Casimir Vasa (Jan II Kazimierz Waza), également appelé Casimir V. Trois candidats étrangers se trouvent sur les rangs pour lui succéder : le duc Charles de Lorraine, soutenu par l’Autriche, le duc d'Enghien et le prince Philippe-Guillaume de Neubourg, appuyés par la France. Le palatin de Ruthénie rouge Michel Wiśniowiecki est finalement élu[21].
- 22 septembre : la banque de Stockholm devient Banque d’État (Riksens Ständers Bank)[22]. Elle reçoit le privilège d’encaisser des billets pour toute la Suède.
- Septembre : des ingénieurs et des artisans hollandais achèvent de construire la première escadre russe sur le chantier de Diédinovo, sur l’Oka[23].

## Naissances en 1668
- 21 avril : Johann Rudolf Huber, portraitiste suisse († 28 février 1748).
- 23 juin : Louis François Marie Le Tellier, marquis de Barbezieux, futur ministre de la Guerre de Louis XIV († 5 janvier 1701).
- 3 octobre : Henri Antoine de Favanne, peintre français († 27 avril 1752).
- 24 octobre : Peter Johannes Brandl, peintre allemand († 24 septembre 1739).
- 30 octobre : Giuseppe Tonelli, peintre italien spécialisé dans la quadratura († 1732).
- 10 novembre : François Couperin, compositeur, organiste et claveciniste français († 11 septembre 1733).
- 6 décembre : Nicolas Vleughels, peintre français († 11 décembre 1737).
- 31 décembre : Hermann Boerhaave, médecin et botaniste néerlandais († 23 septembre 1738).
- Date inconnue :
  - Giovanni Battista Cassana, peintre baroque italien († 1738).
  - Christopher Codrington, soldat et gouverneur colonial britannique († 7 avril 1710).
  - Michel de Cornical, peintre d'histoire français († 31 mars 1705).
  - John Eccles, compositeur anglais († 12 janvier 1735).
  - Carlo Antonio Tavella, peintre baroque italien († 1738).

## Décès en 1668
- 16 janvier : Charles-Alphonse Du Fresnoy, peintre, critique d'art et poète français (° 1611).
- 2 février : Antonio del Castillo y Saavedra, peintre baroque espagnol (° 10 juillet 1603).
- 6 février : Pierre Scarron, évêque catholique français (° 1579).
- 8 février : Alessandro Tiarini, peintre baroque italien (° 20 mars 1577).
- 21 avril : Jan Boeckhorst, peintre baroque allemand (° 1604).
- 19 mai : Philips Wouwerman, peintre et graveur néerlandais (° (baptisé le 24 mai) 24 mai 1619).
- 20 mai : Nicolas Mignard, peintre baroque et graveur français (° 7 février 1606).
- 1er août : Gérard van Opstal, sculpteur[24]. (° vers 1594).
- 2 septembre : Jean Daret, peintre flamand d’Aix-en-Provence[25]. (° 1613).
- 6 novembre : Giulio Benso, peintre italien (° 30 octobre 1592).
- 2 décembre : Albertus Bryne, compositeur et organiste anglais (° vers 1621).
- 11 décembre : Mademoiselle Du Parc, comédienne française (° 1633).
- Date précise inconnue :
  - Ghislain Bulteel, théologien (° 1591).
  - Pieter Donker, peintre néerlandais (° 1635).
  - Jan Goedart, peintre néerlandais (° 1617).
  - Gilbert Pickering, personnalité politique britannique (° 1611).
  - Giulio Sauli, 113e doge de Gênes (° 1578).
  - Johann Theodor Sprenger, jurisconsulte allemand (° 1630).